# Caumont-sur-Durance
Caumont-sur-Durance is een gemeente in het Franse departement Vaucluse (regio Provence-Alpes-Côte d'Azur) en telt 4429 inwoners (2004). De plaats maakt sinds 2017 deel uit van het arrondissement Avignon. Daarvoor behoorde zij tot het arrondissement Apt.

## Geografie
De oppervlakte van Caumont-sur-Durance bedraagt 18,2 km², de bevolkingsdichtheid is 243,4 inwoners per km².
De onderstaande kaart toont de ligging van Caumont-sur-Durance met de belangrijkste infrastructuur en aangrenzende gemeenten.

## Demografie
Onderstaande figuur toont het verloop van het inwonertal (bron: INSEE-tellingen).